# Greg Henderson
Gregory Robert "Greg" Henderson (nascido em 10 de setembro de 1976) é um ciclista profissional neozelandês que compete no ciclismo de pista e estrada. Tornou-se profissional em 2002 e, desde 2012, milita na Lotto-Soudal, equipe belga de categoria UCI ProTeam. Participou de cinco olimpíadas, 1996, 2000, 2004, 2008 e 2012, obtendo o melhor resultado em 2004 ao terminar em quarto na corrida por pontos. É casado com Katie Mactier, também ciclista.